# Robert Van Valin
Robert D. Van Valin (1 de febrero de 1952) es un lingüista estadounidense, autor principal de la Gramática del papel y la referencia, una teoría de gramática funcional que abarca sintaxis, semiología y pragmática. Gramática del papel y la referencia está relacionada con otras teorías funcionales, como la gramática funcional de S. Dik y también al campo de la lingüística cognitiva cuyo pionero es Ronald Langacker.  Su monografía de 1997 llamada Sintaxis: estructura, significado y función es un intento de proveer un método para el análisis sintáctico que es tan apropiado para lenguajes como el Dyirbal o el Lakota así como para lenguas indoeuropeas frecuentemente estudiadas.
En lugar de establecer una estructura sintáctica universal (ver Gramática Universal), van Valin sugiere que las únicas partes universales de un enunciado son el núcleo, generalmente un elemento predicativo tal como lo es un verbo o adjetivo y los argumentos, usualmente sintagmas nominales que el núcleo requiere. Van Valin también parte de la teoría sintáctica de Chomsky negando la universalidad del sintagma verbal.
Es profesor de la Universidad Heinrich Heine de Düsseldorf y la Universidad de Búfalo.